# زیرساخت بحرانی
زیرساخت‌های حیاتی (به انگلیسی: Critical infrastructure) اصطلاحی است که توسط دولتها برای توصیف دارایی‌های ضروری برای عملکرد یک جامعه و اقتصاد به کار می‌رود که منظور زیرساخت‌های لازم برای عملکرد جامعه و اقتصاد است. مجتمع‌ها و ساختمان‌های مربوطه معمولاً شامل موارد زیر است:
- سرپناه؛ گرمایش (به عنوان مثال گاز طبیعی، مازوت، گرمایش منطقه‌ای)؛
- کشاورزی، تولید و توزیع غذا؛
- تأمین آب (آب آشامیدنی، فاضلاب، ساقه‌زنی آب سطحی (برای مثال آذرین‌تیغه و آبگیره))؛
- بهداشت عمومی (بیمارستان‌ها، آمبولانس‌ها)؛
- سیستم‌های حمل‌ونقل (تأمین سوخت، شبکه ریلی، فرودگاه‌ها، بندرها، حمل‌ونقل زمینی).
- خدمات امنیتی (پلیس، ارتش).
- تولید، انتقال و توزیع برق. (به عنوان مثال گاز طبیعی، مازوت، زغال سنگ، انرژی هسته ای)
- انرژی‌های تجدیدپذیر، که به‌طور طبیعی در مقیاس زمانی انسان دوباره پر می‌شوند، مانند نور خورشید، باد، باران، جزر و مد، امواج و گرمای زمین گرمایی.
- مخابرات؛ هماهنگی برای عملیات موفقیت‌آمیز
- بخش اقتصادی؛ کالاها و خدمات و خدمات مالی (بانک‌داری، تسویه)